# Exbury Gardens

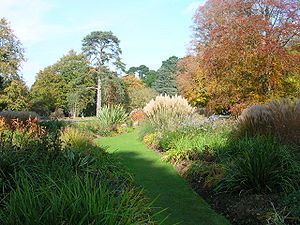
Arriates de plantas herbáceas cerca de la casa de los "Exbury Gardens".

Exbury Gardens es una colección botánica y jardín de estilo informal de gran renombre, situado en Hampshire, Inglaterra, que pertenece a la rama inglesa de la familia de banqueros Rothschild.

## Localización
Se encuentra ubicado al este de Beaulieu a lo largo del río desde Bucklers Hard. Está señalizado desde Beaulieu y desde la carretera A326 de Southampton a la carretera de Fawley en el New Forest.

## Historia
Lionel Nathan de Rothschild adquirió la finca de Exbury en 1919 e inmediatamente comenzó a crear un jardín en una escala ambiciosa. La infraestructura incluyó una torre de agua, tres grandes lagos alineados, y 22 millas (35 km) de tubería subterránea.
La casa de los Rothschild en Exbury es una mansión neoclásica que fue construida alrededor de una estructura anterior en la década de 1920. No está abierta al público.
Los Jardines de Exbury están abiertos ahora al público durante la mayor parte del año, con puntos máximos de afluencia de público en primavera coincidiendo con la floración de los arbustos y en otoño para el espectáculo de color del otoño.  

## Colecciones
Exbury es un jardín diseñado como bosque informal de 200 acres (0.81 km²) con unas gran colecciones de rododendro, azaleas y camelias, y a menudo se lo considera como el jardín más bello de su tipo en el Reino Unido.
Otras colecciones incluyen la senda de las hydrangeas, la rocalla, con sus cisnes negros, el reloj de sol, el jardín de plantas exóticas, y el sendero de la camelias (que lleva un trayecto junto al río de Bealieu y vuelta por detrás del sendero del lago).

## Ferrocarril de vapor
En la esquina del noreste de los jardines hay también el ferrocarril de vapor de Exbury que realiza un viaje de recorrido a lo largo del estanque del jardín de paseo de verano, a través de las cimas de las rocallas y del jardín americano. El ferrocarril fue construido entre el 2000 y 2001 como una atracción adicional en los jardines. Dos locomotoras de estilo 0-6-2 de calibrado estrecho fueron construidas especialmente para la línea por la compañía de ferrocarriles de vapor de Exmoor.
El ferrocarril sin embargo ha demostrado ser más popular de lo que se había previsto, con los trenes necesitando a menudo ser dirigidos en doble sentido. Para solucionar este problema, una locomotora mucho más grande de 2-6-2 fue construida en Exmoor, y se incorporó al servicio de la línea en el 2008.